# Montluçon
Montluçon er en fransk kommune i departementet Allier
midt i landet.
Montluçon ligger ved floden Cher, 80 km sydvest for Moulins med Orléans-jernbanen.